# Courtney Hunt
Courtney Hunt (Memphis, 1964) è una sceneggiatrice e regista statunitense.

## Biografia
Il suo debutto come regista è Frozen River - Fiume di ghiaccio, con il quale vince numerosi premi nel 2008 come il Grand Jury prize al Sundance Film Festival e il National Board of Review come miglior regista esordiente. Si guadagna due candidature agli Independent Spirit Awards e anche la nomination all'Oscar come miglior sceneggiatura originale. Il film ottenne molta acclamazione.

## Filmografia parziale
- Frozen River - Fiume di ghiaccio (2008)
- Una doppia verità (The Whole Truth) (2016)